# Didier Ya Konan
Didier Ya Konan (Abidjan, 22 mei 1984) is een Ivoriaans voetballer die bij voorkeur centraal in de aanval speelt. Hij tekende in juni 2015 een contract tot medio 2017 bij Fortuna Düsseldorf , dat hem transfervrij overnam van Hannover 96. Konan debuteerde in 2006 in het Ivoriaans voetbalelftal

## Clubcarrière
| seizoen | club               | land                   | competitie           | wed. | goals |
| ------- | ------------------ | ---------------------- | -------------------- | ---- | ----- |
| 2006/07 | Rosenborg BK       | Vlag van Noorwegen     | Tippeligaen          | 20   | 6     |
| 2007/08 | Rosenborg BK       | Vlag van Noorwegen     | Tippeligaen          | 24   | 6     |
| 2008/09 | Rosenborg BK       | Vlag van Noorwegen     | Tippeligaen          | 8    | 1     |
| 2009/10 | Hannover 96        | Vlag van Duitsland     | Bundesliga           | 25   | 9     |
| 2010/11 | Hannover 96        | Vlag van Duitsland     | Bundesliga           | 28   | 14    |
| 2011/12 | Hannover 96        | Vlag van Duitsland     | Bundesliga           | 28   | 6     |
| 2012/13 | Hannover 96        | Vlag van Duitsland     | Bundesliga           | 28   | 7     |
| 2013/14 | Hannover 96        | Vlag van Duitsland     | Bundesliga           | 16   | 3     |
| 2014/15 | Ittihad FC         | Vlag van Saoedi-Arabië | Saudi Premier League | 6    | 2     |
| 2014/15 | Hannover 96        | Vlag van Duitsland     | Bundesliga           | 7    | 1     |
| 2015/16 | Fortuna Düsseldorf | Vlag van Duitsland     | 2. Bundesliga        | 1    | 1     |

## Erelijst
ASEC Mimosas
- Ivoriaanse Premier Division: 2004, 2005, 2006
- Ivoriaanse Cup: 2005
- Cup Houphouët-Boigny: 2004, 2006

Rosenborg BK
- Norwegian Premier League Championship: 2009
- Tippeligaen: 2009 (Rosenborg BK)
- Nedersaksen|Nedersaksisch voetballer van het jaar: 2011 (Hannover 96)

1 Copa ·
2 Viera ·
3 Boka ·
4 K. Touré ·
5 Zokora ·
6 Drogba ·
7 Akpa-Akpro ·
8 Gradel ·
9 Tioté ·
10 Bony ·
11 Gervinho ·
12 Sio ·
13 Konan ·
14 Kalou ·
15 Die ·
16 Gbohouo ·
17 Aurier ·
18 Djakpa ·
19 Y. Touré ·
20 Diomandé ·
21 Bolly ·
22 Bamba ·
23 Mandé ·
Coach: Lamouchi